# RMS Olympic
 For alternative betydninger, se Olympic. (Se også artikler, som begynder med Olympic)
RMS Olympic (på jomfrurejse 1911) britisk oceanskib, det første af en serie på tre, de to andre var Titanic og Britannic. Skibet blev bygget på Harland & Wolff skibsværft for White Star Line. Hun var ved sin søsætning det største skib, der nogensinde var blevet bygget og det mest luksuriøse før søsterskibet RMS Titanic.
I 1911 kolliderede skibet med et britisk militærskib. Ombord var Violet Jessop, der også var ombord da både Titanic og Britannic sank.
Hun gennemlevede første verdenskrig – og bidrog med en bemærkelsesværdig sænkning af en ubåd og transport af over 200.000 soldater. Hun blev pga. sit "held" senere kaldt "gamle Trofast".
RMS Olympic, som navngav klassen af de 3 skibe – endte sin karriere i 1935. RMS Olympic blev solgt til Sir John Jarvis for £100.000 til ophugning. Dette skaffede arbejde for mange hårdt trængte briter i over 2 år i Jarrow. Den sidste del af skroget slæbtes til Inverkeithing i Fife (Skotland) for endelig ophugning i 1937. Hendes udsmykninger blev solgt på auktion, og nogle af dem kan i dag ses på White Swan Hotel i England. Olympic var 269 Meter lang og var i tjeneste i Første verdenskrig Som HMT Olympic (Hired military transport)